# L'École des licornes
L'École des licornes (Unicorn Academy) est une série télévisée d'animation en images de synthèse canadienne créée par Michelle et Robert Lamoreaux et co-produite par Spin Master Entertainment (en) et Disney Television Animation.
Adaptée de la série homonyme de livres pour enfants de Julie Sykes et Linda Chapman, elle est diffusée sur Netflix depuis le 2 novembre 2023.
La série fera sa première diffusion linéaire sur Nickelodeon en mai 2025

## Synopsis
Sur l'île de la Licorne, six jeunes étudiants apprennent à maîtriser les pouvoirs magiques des licornes qui leur ont été confiées et qui leur permettront de défendre l'île contre les manigances de Ravenzella et de sa bande de démons.

### Fiche technique
- Titre original : Unicorn Academy
- Titre français : L'École des licornes
- Création : Michelle et Robert Lamoreaux
- Réalisation : Andrew Tan, Florian Wagner, Craig George, Denny Lu, Cassandra Mackay
- Scénario : Kelsey Calaitges, Lila Scott, Han-Yee Ling, Melanie Wilson LaBracio et Adam Wilson, d'après les livres de Julie Sykes et Linda Chapman
- Direction artistique : Alexandra Kavalovalova
- Animation : Mainframe Studios, Superprod
- Montage : Allan Cordero, Saied Ezzati, Scott Bucsis
- Musique : Ben J. Lee, Tyler Tsang
- Production : Dan Mokriy  (supervision) ; Max Rangel, Sarah Williams
  - Production exécutive : Laura Clunie, Jennifer Dodge, Ronnen Harary, Michelle Lamoreaux, Robert Lamoreaux , Laura Sreebny, Toni Stevens
- Sociétés de production : Spin Master Entertainment, Disney Television Animation
- Société de distribution : Netflix
- Pays de production :  Canada
- Langue originale : anglais
- Format : Couleur - HDTV - 16/9 - stéréo Dolby Digital
- Genre : Aventure, Fantasy
- Nombre de saisons : 1
- Nombre d'épisodes : 9
- Durée : 25 minutes (épisodes) ; 45 minutes (épisodes spéciaux) ; 75 minutes (pilote)
- Date de première diffusion : 2 novembre 2023 (Netflix)

## Distribution

### Voix originales
- Sara García : Sophia Mendoza
- Sadie Laflamme-Snow : Ava Banji
- Gabriella Kosmidis : Isabel Armstrong
- Kari Wong : Valentina Furi
- Kamaia Fairburn : Layla Fletcher
- Kolton Stewart : Rory Carmichael
- Rosemary Dunsmore : Ms Evelyn Primrose
- Mayko Nguyen : Ms Furi
- Sophia Walker : Ms Wildwood
- Dakota Ray Hebert : Ms Rosemary
- Derek McGrath : Mr Tansy
- Paul Van Dyck : Fernakus
- Jennifer Hale : Ravenzella
- Ian Ronningen : Ash
- Ana Sani : Crimsette
- Monica Rodriguez : Marta Mendoza
- Carlos Patricio Diaz : Miles Mendoza
- Roman Pesino : Marco Mendoza
- Déjah Dixon-Green : Jacinta
- Addison Holley : Delia
- Katherine Stewart : Fate Fairies

### Voix françaises
- Kaïna Blada : Sophia Mendoza
- Charlotte Hervieux : Ava Banji
- Marie Nonnenmacher : Isabel Armstrong
- Claire Baradat : Valentina Furi
- Mélissa Bérard : Layla Fletcher
- Hervé Grull : Rory Carmichael
- Olivia Dutron : Ms Evelyn Primrose
- Marie Giraudon : Ms Furi
- Jessie Lambotte : Ms Wildwood / Crimsette
- Sophie Planet : Ms Rosemary
- Franck Sportis : Fernakus / Ash
- Isabelle Leprince : Ravenzella
- Camille Mesnard : Ravenzella (voix chantée)
- Colette Marie : Mona Furi

Version française réalisée par Iyuno-SDI ; direction artistique : Emma Clavel ; direction musicale : Olivier Podesta ; adaptation des dialogues : Nathalie Castellani et Sophie Servais ; adaptation des chansons : Gaétan Borg et Olivier Podesta,.

## Personnages

### Les cavaliers
- Valentina Furi
- Sophia Mendoza
- Ava Banji
- Layla Fletcher
- Isabel Armstrong
- Rory Carmichael

### Le personnel de l'Académie
- Evelyn Primrose, directrice de l'académie
- Ms Furi, directrice adjointe de l'académie, professeur de magie et tante de Valentina
- Ms Wildwood, professeur de monte
- Ms Rosemary, professeur de soins et de toilettage
- Mr Tansy, bibliothécaire de l'école
- Fernakus, grouptit (dwerpin en VO)

### Les licornes
- Wildstar, licorne femelle de Sophia
- Leaf, licorne femelle d'Ava
- Glacier, licorne femelle de Layla
- River, licorne mâle d'Isabel
- Cinder, licorne mâle de Valentina
- Storm, licorne femelle de Rory
- Ethera, licorne femelle de Ms Primrose
- Ghost, licorne mâle de Ms Furi
- Rush, licorne mâle de Ms Wildwood
- Rhapsody, licorne femelle de Ms Rosemary
- Leviora, licorne femelle de Mr Tansy

### Les méchants
- Ravenzella, reine-sorcière de Grimoria
- Ash, ogre
- Crimsette, elfe de l'ombre

## Épisodes

### Saison 1
1. L'École secrète (Unicorn Academy) - 75 min. (pilote)
2. Au bout du sentier (The Hidden Temple)
3. L'Esprit de compétition (The Race)
4. Le Livre-qui-sait-tout (The Book of Grim)
5. Le Secret des profondeurs (Under Starglow Lake)
6. Le Prix de l'inconscience (The Vision Pool)
7. La Pierre brisée (The Broken Gem)
8. La Vengeance de Ravenzella (Ravenzella's Revenge)
9. Contre mauvaise fortune bon cœur (Mended Hearts)

### Saison 2
La saison 2 est diffusée sur Netflix depuis le 27 juin 2024.
1. Sous la lune enchantée (Under The Fairy Moon) - 46 min.
2. L'Année de la licorne (Year of the Unicorn)
3. Étoiles naissantes (Star Showers)
4. Dans son rêve (Wildstar's Dream)
5. Les Anciens (Legacies)
6. La pression monte (Mounting Pressure)
7. Tel est pris qui croyait prendre (The Wrong Crowd)
8. Examen final, 1re partie (The Final Test, Part 1)
9. Examen final, 2e partie (The Final Test, Part 2)
10. Le Retour de Grimoria (Grimoria's Return)

Saison 3
La saison 3 est diffusée sur Netflix depuis le 9 avril 2025 
1. Un Été légendaire (Legendary Summer) - 1h04 minute

## Production
Le 2 mars 2023, la société canadienne Spin Master (en), spécialisée dans la commercialisation de jouets sous franchise et coproductrices de plusieurs séries d'animation comme La Pat' Patrouille, Super Dinosaur, Abby Hatcher ou Rusty Rivets, annonce la mise en production d'une nouvelle série basée sur la série de livres pour enfants de Julie Sykes et Linda Chapman, Unicorn Academy, en partenariat avec Netflix,
La première saison est diffusée à partir du 2 novembre 2023. Le 5 novembre 2023, Netflix annonce la mise en chantier d'une seconde saison
La troisième saison sortira le 9 avril 2025.
La série fera sa première diffusion linéaire sur Nickelodeon en mai 2025.

## Distinctions

### Nominations
- Prix Écrans canadiens 2024 :
  - Meilleure interprétation en animation pour Sara Garcia
  - Meilleur son pour une série d'animation pour Ethan Myers, Julian Rudd, Art Mullin, Sebastian Biega, Christopher Battaglia et Kevin Chamberlain

## Publications
La série des romans L'École des licornes est publié dans la Bibliothèque rose (21 titres parus)

## Produits dérivés
Spin Master commercialise une gamme de jeux et de jouets, comprenant tous les personnages et leurs licornes, aux côtés d'autres franchises telles Angry Birds, DC Universe, Gabby's Dollhouse, Masha and the Bear, Minecraft, PAW Patrol, Peppa Pig, Rusty Rivets, Star Wars, Teenage Mutant Ninja Turtles, The Powerpuff Girls et ZhuZhu Pets (entre autres).